# 宣旨の娘
宣旨の娘（せんじのむすめ）は、『源氏物語』に登場する架空の人物。

## 概要
「宣旨の娘」とは母が桐壺帝の宣旨（女房の筆頭）であったことに由来する呼称である。桐壺帝にも出仕していた若く美しい女性である。早くに両親を失い、さらに子を産んだものの夫の庇護もなかったために経済的な困窮と心細さから、光源氏の申し出を受け明石に赴いて明石の姫君（明石中宮）の乳母となった。何人かいる乳母の中では最も気品があるとされている。

## 家系
父は宮内卿で宰相、母は桐壺帝の宣旨であったがこの両親を早くに失っている。

## 登場する巻
宣旨の娘は直接には以下の巻で登場し、本文中ではそれぞれ以下のように表記されている
- 第14帖 澪標 宣旨の娘、乳母
- 第18帖 松風 乳母
- 第19帖 薄雲 乳母
- 第28帖 野分 乳母
- 第33帖 藤裏葉 乳母
- 第35帖 若菜下 女御の御乳母

## 各巻での活動
光源氏の頼みで明石の姫君の乳母となるために明石へ向かう。（第14帖 澪標）
明石の君や明石の姫君の一行とともに上京し光源氏と再会して語らう。（第18帖 松風）
紫の上に引き取られる明石の姫君に従って二条院にうつる。（第19帖 薄雲）
野分の翌日見舞いに来た夕霧に応対する。（第28帖 野分）
明石の姫君の入内に従う。（第33帖 藤裏葉）
光源氏の住吉詣でに従って明石の尼君や明石の君と同車する。（第35帖 若菜下）